# Estudos islâmicos
Os Estudos islâmicos refere-se ao estudo acadêmico do Islã, geralmente a programas de estudos multidisciplinares acadêmicos - programas semelhantes a outros que se concentram na história, teologia de outras tradições religiosas, como Estudos Cristãos Orientais ou Estudos Judaicos, mas também campos tais como (estudos ambientais, estudos do Oriente Médio, estudos raciais, estudos urbanos, etc.) — onde estudiosos de diversas disciplinas (história, cultura, literatura, arte) participam e trocam ideias relativas ao campo específico estudo.

## Sobre
Muitos programas acadêmicos de Estudos Islâmicos incluem o estudo histórico do Islã: civilização islâmica, história e historiografia islâmica, lei islâmica, teologia islâmica e filosofia islâmica. Especialistas em Estudos Islâmicos concentram-se no estudo acadêmico detalhado de textos escritos em árabe nos campos da Teologia Islâmica, Lei Islâmica, Alcorão e Hadith e disciplinas auxiliares como Tafsir ou Exegese do Alcorão. No entanto, eles também costumam aplicar os métodos adaptados de vários campos auxiliares, desde estudos bíblicos e filologia clássica até história moderna, história jurídica e sociologia.